# 백리척
백리척(百里尺)은 한국의 옛 지도에서 쓰이던 척관법에 따른 축척 표기법이다.

## 개설
백리척이란 1백 리를 1척으로 나타내는 축척 표기법이다. 정상기가 만든 〈동국대지도〉에서 최초로 백리척(100리를 1척으로 함)을 사용하여 지도 제작의 과학화에 기여하였다.
이때 1백 리를 1척으로 나타낸다는 말은 10리를 1촌으로 나타낸다는 뜻이 되므로, 이를 바탕으로 이론상의 축척을 구할 수 있다. 《속대전》에서는 “주척(周尺)을 쓰되 6척은 1보이고 360보는 1리이며 3600보는 10리로 된다.”라는 기록이 있다. 이 문장을 확장하여 계산하면, 1리는 21,600촌이며, 백리척에 맞추어 비교하면 1촌으로 10리, 곧 216,000촌(=3600(보)×6(척)×10(촌))을 나타내게 된다. 이는 곧 이론상의 축척이 1:216,000임을 뜻한다.
이러한 백리척은 정상기 이후의 조선 지도에서 자주 쓰이게 되었으며, 김정호의 〈청구도〉, 〈대동여지도〉에도 쓰였다.

## 같이 보기
- 정상기